# Domicià d'Huy
Domicià d'Huy (nascut a Gàl·lia el ? - mort a Huy (Regne Franc, actualment Bèlgica) el 7 de maig de 560) és un sacerdot i bisbe catòlic. És el primer bisbe del bisbat de Tongeren del qual queden uns esments escrits.

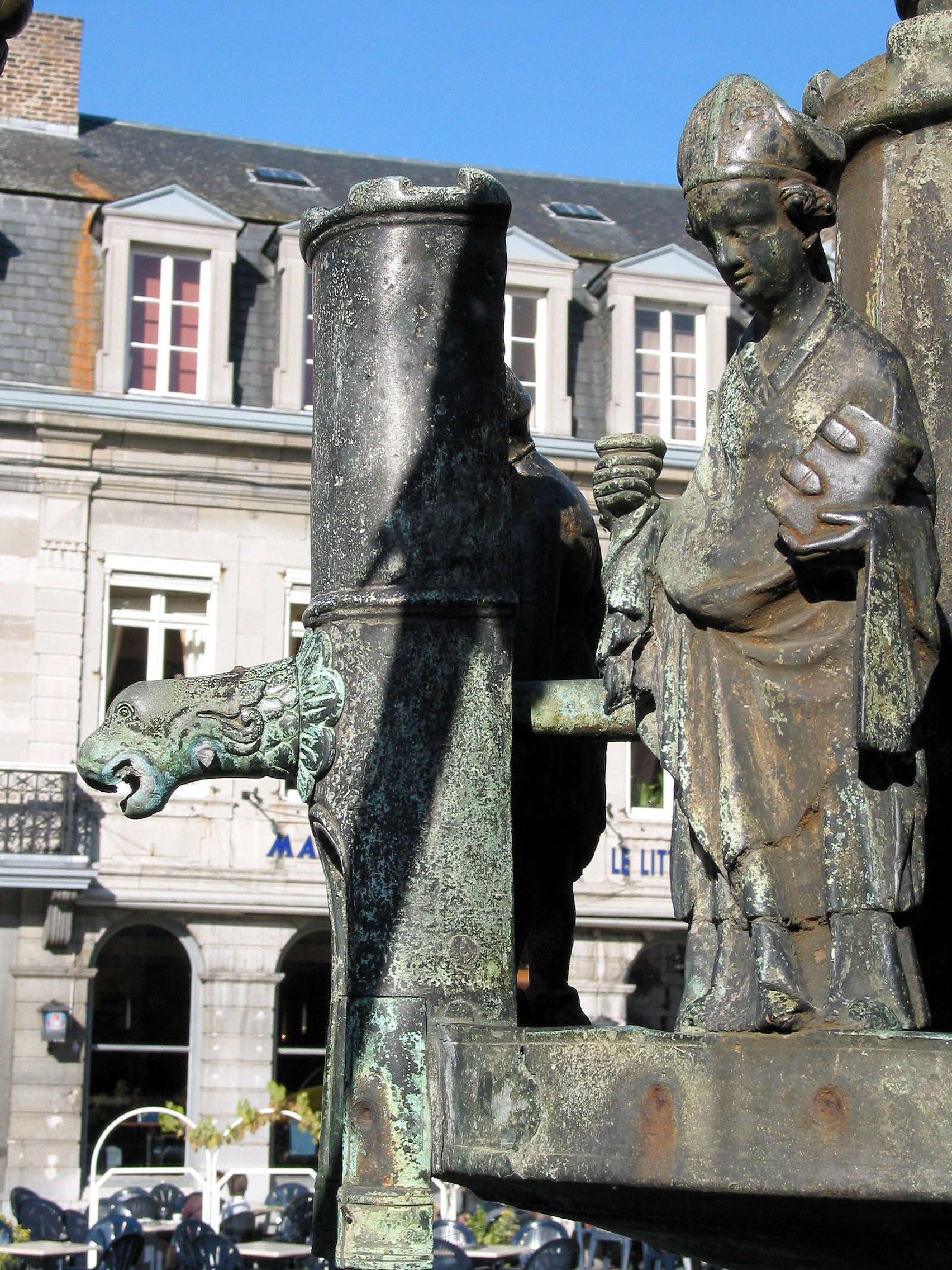
Estàtua de bronze de Domicià (1597) a la font Li Bassinia a Huy

Va ser actiu com a missioner a la vall del Mosa. El 549 va participar en el sínode d'Orleans, després del qual va activar-se feroçment contra les persones que adherien a creences que l'església catòlica considerava com heretgia i contra els pagans.
Va construir esglésies i hospitals i actuar per a formar erudits capaços d'escriure. Els catòlics el consideren com a sant i celebren el seu dies natalis el 7 de maig. La llegenda hagiogràfica conta que prop d'Huy hauria occit un drac que enverinava una font i que va crear miraculosament una nova font neta al costat. Relíquies seves es troben al l'església de Servaci de Maastricht i a la col·legiata d'Huy.